# وراء الحنكة (قارة)

تعديل مصدري - تعديل

وراء الحنكة هي إحدى قرى عزلة قارة بمديرية قارة التابعة لمحافظة حجة، بلغ تعداد سكانها 260 نسمة حسب تعداد اليمن لعام 2004.